# Sterrhochaeta distorta
Sterrhochaeta distorta är en fjärilsart som beskrevs av W. Warren 1906. Sterrhochaeta distorta ingår i släktet Sterrhochaeta och familjen mätare. Inga underarter finns listade i Catalogue of Life.